# فينس ديمبو
فينس ديمبو (بالإنجليزية: Fennis Dembo)‏ مواليد 24 يناير 1966 في موبيل، هو لاعب كرة سلة أمريكي سابق بدأ مسيرته الاحترافية في سنة 1988. تم اختياره من قبل فريق ديترويت بيستونز خلال الدرافت وحمل الرقم 34. يبلغ طوله 6 قدم 5 بوصة (2.0 م). حقق المركز الثاني في دورة الألعاب الأمريكية 1987. اعتزل اللعب في 1995.

## الميداليات
| الميدالية | المسابقة                    |
| --------- | --------------------------- |
| فضية      | دورة الألعاب الأمريكية 1987 |

## روابط خارجية
- فينس ديمبو على موقع إن بي أي (الإنجليزية)
- فينس ديمبو على موقع سبورتس رفرنس (الإنجليزية)
- فينس ديمبو على موقع كرة السلة الأوروبية.كوم (الإنجليزية)
- فينس ديمبو على موقع كلية كرة السلة في سبورتس رفرنس.كوم (الإنجليزية)
- فينس ديمبو على موقع ريلجم (الإنجليزية)
- فينس ديمبو على موقع بروبوليرز (الإنجليزية)